# Yes (album)
Yes is het debuutalbum van de Britse progressieve-rockband Yes.
Yes werd gevormd door enkele leden van de oorspronkelijke groep Mabel Greer's Toyshop, te weten Chris Squire en Peter Banks. Nadat zij in een club in Londen Jon Anderson waren tegengekomen, vormden ze een nieuwe band en werd de naam veranderd in Yes. Vrijwel direct werd er begonnen met het schrijven van nummers, waarbij Sweetness het eerste nummer van hun hand was.
De verschijning van het album werd enigszins overschaduwd door het gelijktijdig uitkomen van het debuutalbum van Led Zeppelin, dat tevens onder het label van Atlantic Records opereerde. Hoewel Yes een muzikaal avontuurlijk album was, zou het nog tot 1971 duren, toen The Yes Album uitkwam, voordat de band een eigen geluid en publiek creëerde.

## Tracklist
1. "Beyond and Before" - 4:53
2. "I See You" - 6:48
3. "Yesterday and Today" - 2:49
4. "Looking Around" - 4:17
5. "Harold Land" - 5:42
6. "Every Little Thing" - 5:42
7. "Sweetness" - 4:33
8. "Survival" - 6:19

In 2003 verscheen het album op cd in een zogenaamde expanded version. Hierop staan naast bovengenoemde tracks de volgende bonusnummers:
1. "Everydays" (Single Version) - 6:20
2. "Dear Father" (Early Version #2) - 5:48
3. "Something's Coming" - 7:06
4. "Everydays" (Early Version) - 5:15
5. "Dear Father" (Early Version #1) - 5:29
6. "Something's Coming" (Early Version) - 8:01

## Bezetting
- Jon Anderson - zang
- Chris Squire - basgitaar, zang
- Peter Banks - gitaar, zang
- Tony Kaye - piano, Moog
- Bill Bruford - drums, percussie